# 伯阳
伯阳，当地也有称“百阳”、“阳金”，中国战国邑名，故城在今河南安阳市西南。
战国时期为魏国邑。前282年，乐毅持燕赵两国相领，率赵国军队一度吞占伯阳。前280年，秦国出兵赵国，赵国为联魏抗秦国，再次将伯阳让给赵国。当地曾出土“百阳”布。